# Macintosh LC

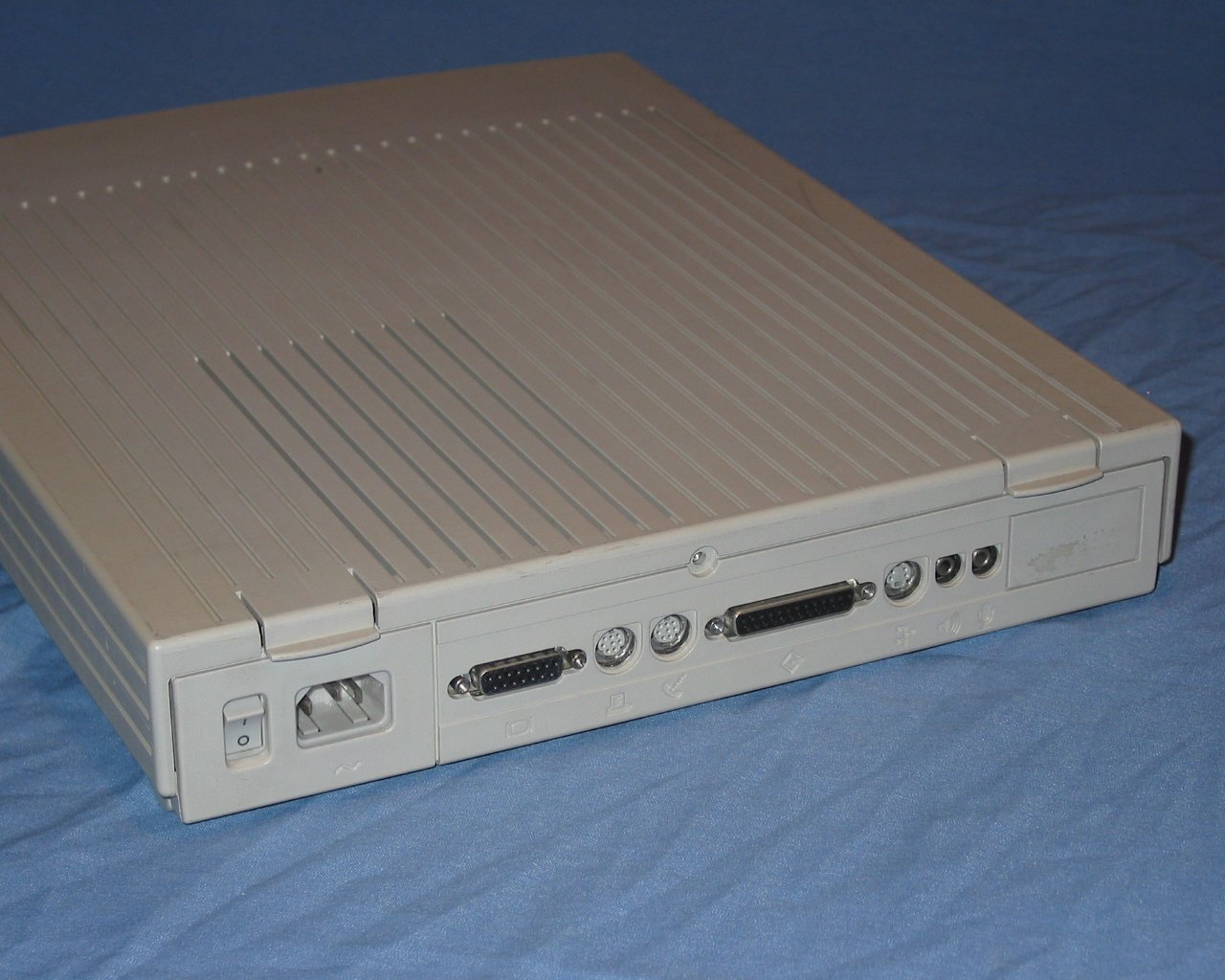
Macintosh LC, achteraanzicht

De Macintosh LC is een personal computer die ontworpen, gefabriceerd en verkocht werd door Apple Computer van oktober 1990 tot maart 1992. De letters "LC" staan voor "Low Cost".
Dit was het eerste model in de Macintosh LC-serie, dat samen met de Macintosh Classic (een heruitgave van de oudere Macintosh SE) en de Macintosh IIsi (het nieuwe instapmodel van de Macintosh II-serie) op de markt kwam. De LC werd aangeboden voor de helft van de prijs van de Macintosh II, maar de prestaties lagen over het algemeen beduidend lager.
De LC was hoofdzakelijk bedoeld voor verkoop aan onderwijsinstellingen ter vervanging van de Apple IIGS en was ontworpen om goedkoop geproduceerd te kunnen worden, met vijf belangrijke onderdelen die door robots konden geassembleerd worden. Niet lang nadat de Apple IIe Card voor de LC was geïntroduceerd, verwijderde Apple geruisloos de IIGS uit zijn prijslijst omdat het bedrijf zijn verkoop- en marketinginspanningen op de LC wilde richten.
De originele Macintosh LC werd in maart 1992 vervangen door de LC II, die grotendeels hetzelfde was maar gebruik maakte van een Motorola 68030-processor.

## Ontwerp
Behuizing: De LC gebruikte een "pizza box"-behuizing die veel platter was dan de klassieke desktop-behuizing van de Macintosh II-reeks.
Processor: De 32-bit Motorola 68020-processor in de LC heeft een kloksnelheid van 16 MHz. De LC had echter een 16-bit databus, wat een ernstige beperkende factor was voor de prestaties van de processor. Standaard had de LC geen FPU, een optionele Motorola 68881 FPU kon wel toegevoegd worden via het Processor Direct Slot.
Geheugen: Op het moederbord van de LC was 2 MB geheugen gesoldeerd. Via twee SIMM-slots kon het geheugen verder uitgebreid worden tot maximaal 10 MB. Zelfs door grotere SIMM's te gebruiken bleef de maximumlimiet 10 MB omdat de geheugencontroller van de LC niet meer geheugen kon adresseren.
Uitbreiding: De LC had geen NuBus-slots maar wel een Processor Direct Slot (PDS) voor uitbreiding. In dit PDS-slot konden onder andere een Apple IIe Card of een Ethernet-kaart geïnstalleerd worden. Er bestonden ook multifunctionele kaarten die netwerk- of video-mogelijkheden combineerden met een MMU- of FPU-socket. Door de platte behuizing van de LC werd de PDS-kaart horizontaal gemonteerd, parallel aan het moederbord.
Opslag: De LC bevatte een intern 3,5-inch diskettestation van 1,44 MB en werd geleverd met een SCSI harde schijf van 40 of 80 MB. Speciaal voor de onderwijsmarkt bestond er ook een uitvoering met een Apple IIe Card in het PDS-slot en twee diskettestations maar zonder harde schijf. De LC was het laatste Macintosh-model waarin twee diskettestations konden gemonteerd worden.
Video: De standaardconfiguratie van de LC beschikte over 256 kB VRAM en ondersteunde 8-bit (256) kleuren bij een resolutie van 512×384 pixels. De VRAM was uitbreidbaar tot 512 kB voor een weergave van 16-bit (duizenden) kleuren bij een resolutie van 512×384 pixels of 8-bit kleuren bij resolutie van 640×480 pixels.
Systeemsoftware: De LC werd standaard geleverd met System 6.0.6 en kon tot System 7.5.5 draaien. Bij gebrek aan MMU kon de LC geen gebruik maken van virtueel geheugen in System 7.

## Modellen
Beschikbaar vanaf 15 oktober 1990:
- Macintosh LC: met 2 MB RAM en een 40 MB harde schijf

## Specificaties
- Processor: Motorola 68020, 16 MHz
- Systeembus snelheid: 16 MHz
- ROM-grootte: 512 kB
- Databus: 16 bit
- RAM-type: 100 ns 30-pin SIMM
- Standaard RAM-geheugen: 2 MB
  - Uitbreidbaar tot maximaal 10 MB
  - RAM-sleuven: 2
- Standaard video-geheugen: 256 kB VRAM
  - Uitbreidbaar tot maximaal 512 kB VRAM
- Standaard diskettestation: 3,5-inch, 1,44 MB
- Standaard harde schijf: 40 of 80 MB (SCSI)
- Uitbreidingssleuven: PDS
- Type batterij: 3,6 volt Lithium
- Uitgangen:
  - 1 ADB-poort (mini-DIN-4) voor toetsenbord en muis
  - 1 video-poort (DB-15)
  - 1 SCSI-poort (DB-25)
  - 2 seriële poorten (mini-DIN-8)
  - 1 audio-uit (3,5 mm jackplug), mono
  - 1 microfoon (3,5 mm jackplug)
- Ondersteunde systeemversies: 6.0.6 t/m 7.5.5
- Afmetingen: 7,4 cm x 31 cm x 39 cm (h×b×d)
- Gewicht: 4 kg

Uit productie: 1984: Macintosh 128K, Macintosh 512K · 1985: Macintosh XL · 1986: Macintosh Plus · 1987: Macintosh II, Macintosh SE · 1988: Macintosh IIx · 1989: Macintosh SE/30, Macintosh IIcx, Macintosh IIci, Macintosh Portable · 1990: Macintosh IIfx, Macintosh Classic, Macintosh IIsi, Macintosh LC serie · 1991: Macintosh Quadra 700, Macintosh Quadra 900, Apple PowerBook · Macintosh Classic II · 1992: Macintosh IIvx, Macintosh Quadra 950, PowerBook Duo, Macintosh Performa serie · 1993: Macintosh Centris serie, Macintosh Color Classic, Macintosh TV · Apple Workgroup Server · 1994: Power Macintosh · 1997: Power Macintosh G3, PowerBook G3, Twentieth Anniversary Macintosh · 1998: iMac · 1999: iBook, Power Mac G4 · 2000: Power Mac G4 Cube · 2001: PowerBook G4 · 2002: eMac, iMac G4 · 2003: Xserve, Power Mac G5 · 2004: iMac G5 · 2005: Mac mini · 2006: MacBook · 2015: MacBook (Retina) · 2017: iMac Pro

Huidige modellen: MacBook Air, MacBook Pro, iMac, Mac mini, Mac Studio, Mac Pro